# New Found Power
New Found Power var bandet Damageplans debutalbum. Det släpptes 2004.

## Låtförteckning
1. "Wake Up"
2. "Breathing New Life"
3. "New Found Power"
4. "Pride"
5. "Fuck You"
6. "Reborn"
7. "Explode"
8. "Save Me"
9. "Cold Blooded"
10. "Crawl"
11. "Blink of an Eye"
12. "Blunt Force Trauma"
13. "Moment of Truth"
14. "Soul Bleed"

## Medverkande
- Dimebag Darrell - gitarr
- Vinnie Paul - trummor
- Pat Lachman - sång
- Bob Zilla - basgitarr